# 11180 Brentperlman
11180 Brentperlman eller 1998 FU117 är en asteroid i huvudbältet som upptäcktes den 31 mars 1998 av LINEAR i Socorro County, New Mexico. Den är uppkallad efter Brent Perlman.
Asteroiden har en diameter på ungefär 10 kilometer och den tillhör asteroidgruppen Padua.